# Portugal en los Juegos Olímpicos de Berlín 1936
Portugal estuvo representado en los Juegos Olímpicos de Berlín 1936 por un total de 19 deportistas que compitieron en 5 deportes.  

## Medallistas
El equipo olímpico portugués obtuvo las siguientes medallas:
| Nombre                                                                               | Deporte | Competición     |
| ------------------------------------------------------------------------------------ | ------- | --------------- |
| Oro                                                                                  |         |                 |
| —                                                                                    |         |                 |
| Plata                                                                                |         |                 |
| —                                                                                    |         |                 |
| Bronce                                                                               |         |                 |
| José Beltrão (Biscuit) Domingos de Sousa (Merle Blanc) Luís Mena e Silva (Faussette) | Hípica  | Saltos por eqs. |